# F・ゲイリー・グレイ
フェリックス・ゲイリー・グレイ（Felix Gary Gray、1969年7月17日 - ） は、アメリカ合衆国のミュージック・ビデオ監督、映画監督、映画プロデューサー、俳優である。

## 人物
アイス・キューブの「It Was a Good Day」、ドクター・ドレーとアイス・キューブの「Natural Born Killaz」、ドクター・ドレーの「Keep Their Heads Ringin'」、TLCの「Waterfalls」、アウトキャストの「Ms.Jackson」など、数々のミュージック・ビデオの監督を務め、高い評価を受け、賞を受賞している。
グレイは、コメディ映画『friday』（1995年）で長編映画の監督としてデビューした。その後、映画『SET IT OFF』（1996年）、『交渉人』（1998年）、『ミニミニ大作戦』（2003年）、『Be Cool/ビー・クール』（2005年）、『完全なる報復』（2009年）、『ストレイト・アウタ・コンプトン』（2015年）を監督している。また、『ワイルド・スピード』フランチャイズの第8弾『ワイルド・スピード ICE BREAK』（2017年）を監督し、この作品は歴代19位の興行収入を記録している。

## 生い立ちとキャリア
グレイはニューヨークで生まれ、主に南ロサンゼルスで育った。1989年に風刺コメディ映画『メジャーリーグ』にクレジットなしで出演し、キャリアをスタートさせた。その3年後には、アイス・キューブの"It Was a Good Day"のミュージック・ビデオを監督した。このビデオは、歌詞を文字通り映像化したものである。彼はその後、アイス・キューブをはじめ、サイプレス・ヒル、アウトキャスト、ドクター・ドレー、クイーン・ラティファなどのアーティストのビデオを監督することになる。
26歳のとき、グレイは、ラッパーでプロデューサーのアイス・キューブとクリス・タッカーが共演したコメディ『friday』を初めて監督した。次に、ジェイダ・ピンケットとクイーン・ラティファが出演した映画『SET IT OFF』を監督した。その後、ケビン・スペイシーとサミュエル・L・ジャクソンが共演した『交渉人』を監督し、グレイは1998年のアカプルコ映画祭（Acapulco Film Festival）で最優秀作品賞と最優秀監督賞を受賞した。
2003年には、シャーリーズ・セロンとマーク・ウォールバーグ主演のアクションスリラー映画『ミニミニ大作戦』を監督した。国内興行収入が1億ドルを突破したこの作品で、グレイは2004年ブラック・アメリカン・フィルム・フェスティバルで最優秀監督賞を受賞した。次の作品は、ヴィン・ディーゼル主演のアクション・スリラー『ブルドッグ』で、その後、エルモア・レナードの同名小説を映画化した『Be Cool/ビー・クール』を監督した。ジョン・トラボルタ主演のこの作品は、批評家には酷評されたものの、全世界で9500万ドル以上の興行収入を記録した。
その後、ジェイミー・フォックスとジェラルド・バトラーが出演し、カート・ウィマーが脚本を担当したスリラー映画『完全なる報復』を監督した。この映画は全世界で1億ドル以上の興行収入を記録した。グレイは、Black Hollywood Education and Resource CenterからThe Ivan Dixon Award of Achievementを受賞し、Black Enterprise誌の「50 Best and Brightest African Americans Under 40」の一人に選ばれた。また、African American Film Critics Association（アフリカ系アメリカ人映画批評家協会）から2004年特別功労賞を受賞し、同年にはArtist Empowerment Coalition（アーティスト・エンパワーメント・コーリション）からアーティスト・エンパワーメント賞を受賞している。また、2010年にはPan-African Film and Arts FestivalからPioneer Director賞を受賞している。
グレイは、ギャングスタラップグループN.W.Aの伝記映画である2015年のドラマ『ストレイト・アウタ・コンプトン』を監督し、2017年には、『ワイルド・スピード』フランチャイズの第8作目となる『ワイルド・スピード ICE BREAK』（2017年4月14日公開）を監督した。公開と同時に、両作品は黒人監督の作品による最高のオープニング興収記録を樹立し、『ワイルド・スピード ICE BREAK』はアフリカ系アメリカ人が監督した初の全世界興行収入10億ドルを超える作品となった。2019年4月、グレイがビデオゲーム・フランチャイズ『Saints Row』の映画化を監督することが明らかになり、脚本はGreg Russoが担当することになった。

## フィルモグラフィ

### 映画
| 年   | 邦題 原題                                                           | 監督 | 製作       | カメオ出演（役柄）          |
| ---- | ------------------------------------------------------------------- | ---- | ---------- | --------------------------- |
| 1995 | friday Friday                                                       | Yes  | No         | Black Man at Store          |
| 1996 | SET IT OFF Set It Off                                               | Yes  | Yes        | Gangster Driving Lowrider   |
| 1998 | 交渉人 The Negotiator                                               | Yes  | No         |                             |
| 2003 | ミニミニ大作戦 The Italian Job                                      | Yes  | No         |                             |
| 2003 | * ブルドッグ A Man Apart                                            | Yes  | 製作総指揮 |                             |
| 2005 | Be Cool/ビー・クール Be Cool                                        | Yes  | 製作総指揮 |                             |
| 2009 | 完全なる報復 Law Abiding Citizen                                    | Yes  | No         | Detective with Evidence Bag |
| 2015 | 追憶の森 The Sea of Trees                                           | No   | Yes        |                             |
| 2015 | ストレイト・アウタ・コンプトン Straight Outta Compton               | Yes  | Yes        | Greg Mack                   |
| 2017 | ワイルド・スピード ICE BREAK The Fate of the Furious                | Yes  | No         |                             |
| 2019 | メン・イン・ブラック:インターナショナル Men in Black: International | Yes  | No         |                             |

### テレビシリーズ
| 年   | 邦題 原題                                         | 備考            |
| ---- | ------------------------------------------------- | --------------- |
| 1999 | ライアン〜若き巡査の誇り Ryan Caulfield: Year One | Episode "Pilot" |
| 2006 | Enemies                                           | Episode "Pilot" |

### ミュージック・ビデオ
| 年   | タイトル                                 | アーティスト                      |
| ---- | ---------------------------------------- | --------------------------------- |
| 1992 | "It Was a Good Day"                      | アイス・キューブ                  |
| 1993 | "Call Me a Mack"                         | アッシャー                        |
| 1993 | "I Ain't Goin' Out Like That"            | サイプレス・ヒル                  |
| 1993 | "When the Ship Goes Down"                | サイプレス・ヒル                  |
| 1993 | "Truthful"                               | ヘヴィ・D                         |
| 1993 | "Fantastic Voyage"                       | クーリオ                          |
| 1994 | "Natural Born Killaz"                    | ドクター・ドレー アイス・キューブ |
| 1994 | "Saturday Nite Live"                     | Masta Ace Incorporated            |
| 1994 | "Southernplayalisticadillacmuzik"        | アウトキャスト                    |
| 1994 | "Black Hand Side"                        | クィーン・ラティファ              |
| 1995 | "Keep Their Heads Ringin'"               | ドクター・ドレー                  |
| 1995 | "Pretty Girl"                            | Jon B.                            |
| 1995 | "Come On"                                | バリー・ホワイト                  |
| 1995 | "I Believe in You and Me"                | ホイットニー・ヒューストン        |
| 1995 | "Waterfalls"                             | TLC                               |
| 1995 | "Diggin' On You"                         | TLC                               |
| 1996 | "How Come, How Long"                     | ベイビーフェイス                  |
| 1999 | "If I Could Turn Back the Hands of Time" | R・ケリー                         |
| 2000 | "Ms. Jackson"                            | アウトキャスト                    |
| 2004 | "Bang Bang Boom"                         | Drag-On                           |
| 2006 | "Show Me What You Got"                   | ジェイ・Z                         |
| 2010 | "Super High"                             | リック・ロス                      |